# Popis reprezentativaca na Svjetskom prvenstvu u nogometu – Južna Koreja i Japan 2002.
Na Svjetskom nogometnom prvenstvu u Južnoj Koreji i Japanu 2002. nastupilo je 32 reprezentacije. U svakoj od njih, nacionalni izbornici su mogli odabrati 23 reprezentativca za svoju selekciju (u odnosu na prethodni Mundijal) s time da su na svojem popisu morali imati po trojicu vratara. Ukupno je odabrano 736 igrača.

## Skupina A

### Danska
| #         | Pozicija     | Ime                 | Datum rođenja      | Klub                |
| --------- | ------------ | ------------------- | ------------------ | ------------------- |
| 1         | Vratar       | Thomas Sørensen     | 12. lipnja 1976.   | Sunderland          |
| 2         | Vezni        | Stig Tøfting        | 14. kolovoza 1969. | Bolton Wanderers    |
| 3         | Branič       | René Henriksen      | 27. kolovoza 1969. | PAE Panathinaikos   |
| 4         | Branič       | Martin Laursen      | 26. srpnja 1977.   | AC Milan            |
| 5         | Branič       | Jan Heintze         | 17. kolovoza 1963. | PSV Eindhoven       |
| 6         | Branič       | Thomas Helveg       | 24. lipnja 1971.   | AC Milan            |
| 7         | Vezni        | Thomas Gravesen     | 11. ožujka 1976.   | Everton             |
| 8         | Vezni        | Jesper Grønkjær     | 12. kolovoza 1977. | Chelsea             |
| 9         | Napadač      | Jon Dahl Tomasson   | 29. kolovoza 1976. | Feyenoord Rotterdam |
| 10        | Vezni        | Martin Jørgensen    | 6. listopada 1975. | Udinese             |
| 11        | Napadač      | Ebbe Sand           | 19. srpnja 1972.   | Schalke 04          |
| 12        | Branič       | Niclas Jensen       | 17. kolovoza 1974. | Manchester City     |
| 13        | Branič       | Steven Lustü        | 13. travnja 1971.  | Lyn                 |
| 14        | Vezni        | Claus Jensen        | 29. travnja 1977.  | Charlton Athletic   |
| 15        | Vezni        | Jan Michaelsen      | 28. studenog 1970. | PAE Panathinaikos   |
| 16        | Vratar       | Peter Kjær          | 5. studenog 1965.  | Aberdeen            |
| 17        | Vezni        | Christian Poulsen   | 28. veljače 1980.  | F.C. København      |
| 18        | Napadač      | Peter Løvenkrands   | 29. siječnja 1980. | Glasgow Rangers     |
| 19        | Vezni        | Dennis Rommedahl    | 22. srpnja 1978.   | PSV Eindhoven       |
| 20        | Branič       | Kasper Bøgelund     | 8. listopada 1980. | PSV Eindhoven       |
| 21        | Napadač      | Peter Madsen        | 26. travnja 1978.  | Brøndby             |
| 22        | Vratar       | Jesper Christiansen | 24. travnja 1978.  | Vejle               |
| 23        | Vezni        | Brian Steen Nielsen | 28. prosinca 1980. | Malmö               |
| Izbornik: | Morten Olsen |                     |                    |                     |

### Francuska
| #         | Pozicija      | Ime                  | Datum rođenja       | Klub                |
| --------- | ------------- | -------------------- | ------------------- | ------------------- |
| 1         | Vratar        | Ulrich Ramé          | 16. rujna 1972.     | Girondins Bordeaux  |
| 2         | Branič        | Vincent Candela      | 24. listopada 1973. | AS Roma             |
| 3         | Branič        | Bixente Lizarazu     | 9. prosinca 1969.   | Bayern München      |
| 4         | Vezni         | Patrick Vieira       | 23. lipnja 1976.    | Arsenal             |
| 5         | Branič        | Philippe Christanval | 31. kolovoza 1978.  | FC Barcelona        |
| 6         | Vezni         | Youri Djorkaeff      | 9. ožujka 1968.     | Bolton Wanderers    |
| 7         | Vezni         | Claude Makélélé      | 18. veljače 1973.   | Real Madrid         |
| 8         | Branič        | Marcel Desailly      | 7. rujna 1968.      | Chelsea             |
| 9         | Napadač       | Djibril Cissé        | 12. kolovoza 1981.  | Auxerre             |
| 10        | Vezni         | Zinedine Zidane      | 23. lipnja 1972.    | Real Madrid         |
| 11        | Napadač       | Sylvain Wiltord      | 10. svibnja 1974.   | Arsenal             |
| 12        | Napadač       | Thierry Henry        | 17. kolovoza 1977.  | Arsenal             |
| 13        | Branič        | Mikaël Silvestre     | 9. kolovoza 1977.   | Manchester United   |
| 14        | Vezni         | Alain Boghossian     | 27. listopada 1970. | Parma               |
| 15        | Branič        | Lilian Thuram        | 1. siječnja 1972.   | Juventus            |
| 16        | Vratar        | Fabien Barthez       | 28. lipnja 1971.    | Manchester United   |
| 17        | Vezni         | Emmanuel Petit       | 22. rujna 1970.     | Chelsea             |
| 18        | Branič        | Frank Lebœuf         | 22. siječnja 1968.  | Olympique Marseille |
| 19        | Branič        | Willy Sagnol         | 18. ožujka 1977.    | Bayern München      |
| 20        | Napadač       | David Trezeguet      | 15. listopada 1977. | Juventus            |
| 21        | Napadač       | Christophe Dugarry   | 24. ožujka 1972.    | Girondins Bordeaux  |
| 22        | Vezni         | Johan Micoud         | 24. srpnja 1973.    | Parma               |
| 23        | Vratar        | Grégory Coupet       | 31. prosinca 1972.  | Olympique Lyon      |
| Izbornik: | Roger Lemerre |                      |                     |                     |

### Senegal
| #         | Pozicija    | Ime               | Datum rođenja       | Klub                |
| --------- | ----------- | ----------------- | ------------------- | ------------------- |
| 1         | Vratar      | Tony Sylva        | 17. svibnja 1975.   | AS Monaco           |
| 2         | Branič      | Omar Daf          | 12. veljače 1977.   | Sochaux             |
| 3         | Vezni       | Pape Sarr         | 7. prosinca 1977.   | Lens                |
| 4         | Branič      | Papa Malick Diop  | 29. prosinca 1974.  | Lorient             |
| 5         | Branič      | Alassane N'Dour   | 12. prosinca 1981.  | AS Saint-Étienne    |
| 6         | Branič      | Aliou Cissé       | 24. ožujka 1976.    | Montpellier         |
| 7         | Napadač     | Henri Camara      | 10. svibnja 1977.   | Sedan               |
| 8         | Napadač     | Amara Traoré      | 25. rujna 1965.     | Gueugnon            |
| 9         | Napadač     | Souleymane Camara | 22. prosinca 1982.  | AS Monaco           |
| 10        | Vezni       | Khalilou Fadiga   | 30. prosinca 1974.  | Auxerre             |
| 11        | Napadač     | El Hadji Diouf    | 15. siječnja 1981.  | Lens                |
| 12        | Vezni       | Amdy Faye         | 12. ožujka 1977.    | Auxerre             |
| 13        | Branič      | Lamine Diatta     | 2. srpnja 1975.     | Rennes              |
| 14        | Vezni       | Moussa N'Diaye    | 20. veljače 1979.   | Sedan               |
| 15        | Vezni       | Salif Diao        | 10. veljače 1977.   | Sedan               |
| 16        | Vratar      | Omar Diallo       | 28. rujna 1972.     | Olympique Khouribga |
| 17        | Branič      | Ferdinand Coly    | 10. rujna 1973.     | Lens                |
| 18        | Napadač     | Pape Thiaw        | 5. veljače 1981.    | Strasbourg          |
| 19        | Vezni       | Papa Bouba Diop   | 28. siječnja 1978.  | Lens                |
| 20        | Vezni       | Sylvain N'Diaye   | 25. lipnja 1976.    | Lille               |
| 21        | Branič      | Habib Beye        | 19. listopada 1977. | Strasbourg          |
| 22        | Vratar      | Kalidou Cissokho  | 14. prosinca 1972.  | Jeanne d'Arc        |
| 23        | Vezni       | Makhtar N'Diaye   | 31. prosinca 1981.  | Rennes              |
| Izbornik: | Bruno Metsu |                   |                     |                     |

### Urugvaj
| #         | Pozicija   | Ime                   | Datum rođenja       | Klub              |
| --------- | ---------- | --------------------- | ------------------- | ----------------- |
| 1         | Vratar     | Fabián Carini         | 26. prosinca 1979.  | Juventus          |
| 2         | Branič     | Gustavo Méndez        | 3. veljače 1971.    | Club Nacional     |
| 3         | Branič     | Alejandro Lembo       | 15. veljače 1978.   | Club Nacional     |
| 4         | Branič     | Paolo Montero         | 3. rujna 1971.      | Juventus          |
| 5         | Vezni      | Pablo García          | 11. svibnja 1977.   | Venezia           |
| 6         | Branič     | Darío Rodríguez       | 17. rujna 1974.     | Peñarol           |
| 7         | Vezni      | Gianni Guigou         | 22. veljače 1975.   | AS Roma           |
| 8         | Napadač    | Gustavo Varela        | 14. svibnja 1978.   | Club Nacional     |
| 9         | Napadač    | Darío Silva           | 2. studenog 1972.   | Málaga            |
| 10        | Vezni      | Fabián O'Neill        | 14. listopada 1973. | Perugia           |
| 11        | Napadač    | Federico Magallanes   | 22. kolovoza 1976.  | Venezia           |
| 12        | Vratar     | Gustavo Munúa         | 27. siječnja 1978.  | Club Nacional     |
| 13        | Napadač    | Sebastián Abreu       | 17. listopada 1976. | Cruz Azul         |
| 14        | Branič     | Gonzalo Sorondo       | 9. listopada 1979.  | Inter Milan       |
| 15        | Napadač    | Nicolás Olivera       | 30. svibnja 1978.   | Sevilla           |
| 16        | Vezni      | Marcelo Romero        | 4. srpnja 1976.     | Málaga            |
| 17        | Vezni      | Mario Regueiro        | 14. rujna 1978.     | Racing Santander  |
| 18        | Napadač    | Richard Morales       | 21. veljače 1975.   | Club Nacional     |
| 19        | Branič     | Joe Bizera            | 17. svibnja 1980.   | Peñarol           |
| 20        | Vezni      | Álvaro Recoba         | 17. ožujka 1976.    | Inter Milan       |
| 21        | Napadač    | Diego Forlán          | 19. svibnja 1979.   | Manchester United |
| 22        | Vezni      | Gonzalo de los Santos | 19. srpnja 19736.   | Valencia          |
| 23        | Vratar     | Federico Elduayen     | 25. lipnja 1977.    | Peñarol           |
| Izbornik: | Víctor Púa |                       |                     |                   |

## Skupina B

### Paragvaj
| #         | Pozicija       | Ime                   | Datum rođenja      | Klub                 |
| --------- | -------------- | --------------------- | ------------------ | -------------------- |
| 1         | Vratar         | José Luis Chilavert   | 27. srpnja 1965.   | Strasbourg           |
| 2         | Branič         | Francisco Javier Arce | 2. travnja 1971.   | Palmeiras            |
| 3         | Branič         | Pedro Sarabia         | 5. srpnja 1975.    | River Plate          |
| 4         | Branič         | Carlos Gamarra        | 17. veljače 1971.  | AEK Atena            |
| 5         | Branič         | Celso Ayala           | 20. kolovoza 1970. | River Plate          |
| 6         | Vezni          | Estanislao Struway    | 25. lipnja 1968.   | Club Libertad        |
| 7         | Napadač        | Richart Báez          | 31. srpnja 1973.   | Olimpia Asunción     |
| 8         | Vezni          | Guido Alvarenga       | 24. kolovoza 1970. | León                 |
| 9         | Napadač        | Roque Santa Cruz      | 16. kolovoza 1981. | Bayern München       |
| 10        | Vezni          | Roberto Acuña         | 25. ožujka 1972.   | Real Zaragoza        |
| 11        | Napadač        | Jorge Luis Campos     | 11. kolovoza 1970. | Universidad Católica |
| 12        | Vratar         | Justo Villar          | 30. lipnja 1977.   | Club Libertad        |
| 13        | Vezni          | Carlos Paredes        | 16. srpnja 1976.   | Porto                |
| 14        | Vezni          | Diego Gavilán         | 1. ožujka 1980.    | Tecos                |
| 15        | Vezni          | Carlos Bonet          | 2. listopada 1977. | Club Libertad        |
| 16        | Vezni          | Gustavo Morínigo      | 23. siječnja 1977. | Club Libertad        |
| 17        | Branič         | Juan Carlos Franco    | 17. travnja 1973.  | Olimpia Asunción     |
| 18        | Branič         | Julio César Cáceres   | 5. listopada 1979. | Olimpia Asunción     |
| 19        | Branič         | Daniel Sanabria       | 8. veljače 1977.   | Club Libertad        |
| 20        | Napadač        | José Cardozo          | 19. ožujka 1971.   | Toluca               |
| 21        | Branič         | Denis Caniza          | 29. kolovoza 1974. | Santos Laguna        |
| 22        | Vratar         | Ricardo Tavarelli     | 2. kolovoza 1970.  | Olimpia Asunción     |
| 23        | Napadač        | Nelson Cuevas         | 10. siječnja 1980. | River Plate          |
| Izbornik: | Cesare Maldini |                       |                    |                      |

### Slovenija
| #         | Pozicija       | Ime                 | Datum rođenja       | Klub               |
| --------- | -------------- | ------------------- | ------------------- | ------------------ |
| 1         | Vratar         | Marko Simeunovič    | 6. rujna 1967.      | Maribor            |
| 2         | Branič         | Goran Sankovič      | 18. lipnja 1979.    | Slavia Prag        |
| 3         | Branič         | Željko Milinovič    | 12. listopada 1969. | JEF United         |
| 4         | Branič         | Muamer Vugdalič     | 25. kolovoza 1977.  | Maribor            |
| 5         | Branič         | Marinko Galič       | 22. travnja 1970.   | Koper              |
| 6         | Branič         | Aleksander Knavs    | 5. prosinca 1975.   | Kaiserslautern     |
| 7         | Vezni          | Džoni Novak         | 4. rujna 1969.      | SpVgg Unterhaching |
| 8         | Vezni          | Aleš Čeh            | 7. travnja 1968.    | GAK Graz           |
| 9         | Napadač        | Milan Osterc        | 4. srpnja 1975.     | Hapoel Tel Aviv    |
| 10        | Vezni          | Zlatko Zahovič      | 1. veljače 1971.    | Benfica            |
| 11        | Vezni          | Miran Pavlin        | 8. listopada 1971.  | Porto              |
| 12        | Vratar         | Mladen Dabanovič    | 13. rujna 1971.     | Lokeren            |
| 13        | Napadač        | Mladen Rudonja      | 26. srpnja 1971.    | Portsmouth         |
| 14        | Branič         | Saša Gajser         | 11. veljače 1974.   | Gent               |
| 15        | Vezni          | Rajko Tavčar        | 21. srpnja 1974.    | Nürnberg           |
| 16        | Napadač        | Senad Tiganj        | 28. kolovoza 1975.  | Olimpija Ljubljana |
| 17        | Vezni          | Zoran Pavlović      | 27. lipnja 1976.    | Austria Beč        |
| 18        | Napadač        | Milenko Ačimovič    | 15. veljače 1977.   | Crvena zvezda      |
| 19        | Branič         | Amir Karić          | 31. prosinca 1973.  | Maribor            |
| 20        | Vezni          | Nastja Čeh          | 26. siječnja 1978.  | Club Brugge        |
| 21        | Napadač        | Sebastjan Cimirotič | 14. rujna 1974.     | Lecce              |
| 22        | Vratar         | Dejan Nemec         | 1. ožujka 1977.     | Club Brugge        |
| 23        | Branič         | Spasoje Bulajič     | 24. studenog 1975.  | 1. FC Köln         |
| Izbornik: | Srečko Katanec |                     |                     |                    |

- Napadač Zlatko Zahovič izbačen je iz reprezentacije nakon prve utakmice skupine protiv Španjolske.[1]

### Južna Afrika
| #         | Pozicija  | Ime                  | Datum rođenja      | Klub              |
| --------- | --------- | -------------------- | ------------------ | ----------------- |
| 1         | Vratar    | Hans Vonk            | 30. siječnja 1970. | Heerenveen        |
| 2         | Branič    | Cyril Nzama          | 26. lipnja 1974.   | Kaizer Chiefs     |
| 3         | Branič    | Bradley Carnell      | 21. siječnja 1977. | VfB Stuttgart     |
| 4         | Branič    | Aaron Mokoena        | 25. studenog 1980. | GBA               |
| 5         | Branič    | Jacob Lekgetho       | 24. ožujka 1974.   | Lokomotiv Moskva  |
| 6         | Vezni     | MacBeth Sibaya       | 25. studenog 1977. | Jomo Cosmos       |
| 7         | Vezni     | Quinton Fortune      | 21. svibnja 1977.  | Manchester United |
| 8         | Vezni     | Thabo Mngomeni       | 24. lipnja 1969.   | Orlando Pirates   |
| 9         | Vezni     | MacDonald Mukansi    | 26. svibnja 1975.  | Lokomotiv Sofija  |
| 10        | Vezni     | Bennett Mnguni       | 18. ožujka 1974.   | Lokomotiv Moskva  |
| 11        | Vezni     | Jabu Pule            | 11. srpnja 1980.   | Kaizer Chiefs     |
| 12        | Vezni     | Teboho Mokoena       | 10. srpnja 1974.   | St. Gallen        |
| 13        | Branič    | Pierre Issa          | 12. rujna 1975.    | Watford           |
| 14        | Napadač   | Siyabonga Nomvethe   | 2. prosinca 1977.  | Udinese           |
| 15        | Vezni     | Sibusiso Zuma        | 23. lipnja 1975.   | F.C. København    |
| 16        | Vratar    | Andre Arendse        | 27. lipnja 1967.   | Santos Cape Town  |
| 17        | Napadač   | Benni McCarthy       | 12. studenog 1977. | Porto             |
| 18        | Vezni     | Delron Buckley       | 7. prosinca 1977.  | Bochum            |
| 19        | Branič    | Lucas Radebe         | 12. travnja 1969.  | Leeds United      |
| 20        | Vratar    | Calvin Marlin        | 20. travnja 1976.  | Ajax Cape Town    |
| 21        | Vezni     | Steven Pienaar       | 17. ožujka 1982.   | Ajax Amsterdam    |
| 22        | Branič    | Thabang Molefe       | 11. travnja 1979.  | Jomo Cosmos       |
| 23        | Napadač   | George Koumantarakis | 27. ožujka 1974.   | Basel             |
| Izbornik: | Jomo Sono |                      |                    |                   |

### Španjolska
| #         | Pozicija             | Ime                 | Datum rođenja      | Klub                |
| --------- | -------------------- | ------------------- | ------------------ | ------------------- |
| 1         | Vratar               | Iker Casillas       | 20. svibnja 1981.  | Real Madrid         |
| 2         | Branič               | Curro Torres        | 27. prosinca 1976. | Valencia            |
| 3         | Branič               | Juanfran            | 15. srpnja 1976.   | Celta Vigo          |
| 4         | Vezni                | Iván Helguera       | 18. ožujka 1975.   | Real Madrid         |
| 5         | Branič               | Carles Puyol        | 13. travnja 1978.  | FC Barcelona        |
| 6         | Branič               | Fernando Hierro     | 23. ožujka 1968.   | Real Madrid         |
| 7         | Napadač              | Raúl                | 27. lipnja 1977.   | Real Madrid         |
| 8         | Vezni                | Rubén Baraja        | 11. srpnja 1975.   | Valencia            |
| 9         | Napadač              | Fernando Morientes  | 5. travnja 1976.   | Real Madrid         |
| 10        | Napadač              | Diego Tristán       | 5. siječnja 1976.  | Deportivo La Coruña |
| 11        | Vezni                | Javier de Pedro     | 4. kolovoza 1973.  | Real Sociedad       |
| 12        | Napadač              | Albert Luque        | 11. ožujka 1978.   | RCD Mallorca        |
| 13        | Vratar               | Ricardo             | 30. prosinca 1971. | Real Valladolid     |
| 14        | Vezni                | David Albelda       | 1. rujna 1977.     | Valencia            |
| 15        | Branič               | Enrique Romero      | 23. lipnja 1971.   | Deportivo La Coruña |
| 16        | Vezni                | Gaizka Mendieta     | 27. ožujka 1974.   | Lazio               |
| 17        | Vezni                | Juan Carlos Valerón | 17. lipnja 1975.   | Deportivo La Coruña |
| 18        | Vezni                | Sergio              | 10. studenog 1976. | Deportivo La Coruña |
| 19        | Vezni                | Xavi                | 25. siječnja 1980. | FC Barcelona        |
| 20        | Branič               | Miguel Ángel Nadal  | 28. srpnja 1966.   | RCD Mallorca        |
| 21        | Vezni                | Luis Enrique        | 8. svibnja 1970.   | FC Barcelona        |
| 22        | Vezni                | Joaquín             | 21. srpnja 1981.   | Betis Sevilla       |
| 23        | Vratar               | Pedro Contreras     | 7. siječnja 1972.  | Málaga              |
| Izbornik: | José Antonio Camacho |                     |                    |                     |

## Skupina C

### Brazil
| #         | Pozicija            | Ime              | Datum rođenja      | Klub                |
| --------- | ------------------- | ---------------- | ------------------ | ------------------- |
| 1         | Vratar              | Marcos           | 4. kolovoza 1973.  | Palmeiras           |
| 2         | Branič              | Cafú             | 7. lipnja 1970.    | AS Roma             |
| 3         | Branič              | Lúcio            | 8. svibnja 1978.   | Bayer Leverkusen    |
| 4         | Branič              | Roque Júnior     | 31. kolovoza 1976. | AC Milan            |
| 5         | Branič              | Edmílson         | 10. srpnja 1976.   | Olympique Lyon      |
| 6         | Branič              | Roberto Carlos   | 10. travnja 1973.  | Real Madrid         |
| 7         | Vezni               | Ricardinho       | 23. svibnja 1976.  | Corinthians         |
| 8         | Vezni               | Gilberto Silva   | 7. listopada 1976. | Atlético Mineiro    |
| 9         | Napadač             | Ronaldo          | 18. rujna 1976.    | Inter Milan         |
| 10        | Vezni               | Rivaldo          | 19. travnja 1972.  | FC Barcelona        |
| 11        | Vezni               | Ronaldinho       | 21. ožujka 1980.   | Olympique Lyon      |
| 12        | Vratar              | Dida             | 7. listopada 1973. | Corinthians         |
| 13        | Branič              | Juliano Belletti | 20. lipnja 1976.   | São Paulo           |
| 14        | Branič              | Ânderson Polga   | 9. veljače 1979.   | Grêmio              |
| 15        | Vezni               | Kléberson        | 19. lipnja 1979.   | Atlético Paranaense |
| 16        | Branič              | Júnior           | 20. lipnja 1973.   | Parma               |
| 17        | Napadač             | Denílson         | 24. kolovoza 1977. | Betis Sevilla       |
| 18        | Vezni               | Vampeta          | 13. ožujka 1974.   | Corinthians         |
| 19        | Vezni               | Juninho Paulista | 22. veljače 1973.  | Flamengo            |
| 20        | Napadač             | Edílson          | 17. rujna 1971.    | Cruzeiro            |
| 21        | Napadač             | Luizão           | 14. studenog 1975. | Grêmio              |
| 22        | Vratar              | Rogério Ceni     | 22. siječnja 1973. | São Paulo           |
| 23        | Vezni               | Kaká             | 22. travnja 1982.  | São Paulo           |
| Izbornik: | Luiz Felipe Scolari |                  |                    |                     |

### Kina
| #         | Pozicija         | Ime          | Datum rođenja      | Klub                |
| --------- | ---------------- | ------------ | ------------------ | ------------------- |
| 1         | Vratar           | An Qi        | 21. lipnja 1981.   | Dalian Shide        |
| 2         | Branič           | Zhang Enhua  | 11. svibnja 1974.  | Dalian Shide        |
| 3         | Branič           | Yang Pu      | 30. ožujka 1978.   | Beijing Guoan       |
| 4         | Branič           | Wu Chengying | 21. travnja 1975.  | Shanghai Shenhua    |
| 5         | Branič           | Fan Zhiyi    | 22. siječnja 1970. | Dundee              |
| 6         | Vezni            | Shao Jiayi   | 10. travnja 1980.  | Beijing Guoan       |
| 7         | Branič           | Sun Jihai    | 30. rujna 1977.    | Manchester City     |
| 8         | Vezni            | Li Tie       | 18. rujna 1977.    | Liaoning            |
| 9         | Vezni            | Ma Mingyu    | 10. kolovoza 1972. | Sichuan Guancheng   |
| 10        | Napadač          | Hao Haidong  | 25. kolovoza 1970. | Dalian Shide        |
| 11        | Vezni            | Yu Genwei    | 19. kolovoza 1976. | Tianjin Teda        |
| 12        | Napadač          | Su Maozhen   | 30. srpnja 1972.   | Shandong Luneng     |
| 13        | Vezni            | Gao Yao      | 13. srpnja 1977.   | Shandong Luneng     |
| 14        | Branič           | Li Weifeng   | 26. siječnja 1978. | Shenzhen Pingan     |
| 15        | Vezni            | Zhao Junzhe  | 18. travnja 1979.  | Liaoning Whowin     |
| 16        | Napadač          | Qu Bo        | 15. srpnja 1981.   | Qingdao Hainiu      |
| 17        | Branič           | Du Wei       | 9. veljače 1982.   | Shanghai Shenhua    |
| 18        | Vezni            | Li Xiaopeng  | 20. lipnja 1975.   | Shanghai Shenhua    |
| 19        | Vezni            | Qi Hong      | 3. lipnja 1976.    | Shanghai Zhongyuan  |
| 20        | Napadač          | Yang Chen    | 17. siječnja 1974. | Eintracht Frankfurt |
| 21        | Branič           | Xu Yunlong   | 17. veljače 1979.  | Beijing Guoan       |
| 22        | Vratar           | Jiang Jin    | 7. listopada 1969. | Tianjin Teda        |
| 23        | Vratar           | Ou Chuliang  | 26. kolovoza 1968. | Yunnan Hongta       |
| Izbornik: | Bora Milutinović |              |                    |                     |

### Kostarika
| #         | Pozicija            | Ime                 | Datum rođenja       | Klub               |
| --------- | ------------------- | ------------------- | ------------------- | ------------------ |
| 1         | Vratar              | Erick Lonnis        | 9. rujna 1965.      | Deportivo Saprissa |
| 2         | Branič              | Jervis Drummond     | 8. rujna 1976.      | Deportivo Saprissa |
| 3         | Branič              | Luis Marín          | 10. kolovoza 1974.  | Alajuelense        |
| 4         | Branič              | Mauricio Wright     | 20. prosinca 1970.  | Herediano          |
| 5         | Branič              | Gilberto Martínez   | 1. listopada 1979.  | Deportivo Saprissa |
| 6         | Vezni               | Wilmer López        | 8. ožujka 1971.     | Alajuelense        |
| 7         | Napadač             | Rolando Fonseca     | 6. lipnja 1974.     | Deportivo Saprissa |
| 8         | Vezni               | Mauricio Solís      | 13. prosinca 1972.  | Alajuelense        |
| 9         | Napadač             | Paulo Wanchope      | 31. srpnja 1976.    | Manchester City    |
| 10        | Vezni               | Walter Centeno      | 6. listopada 1974.  | Deportivo Saprissa |
| 11        | Napadač             | Rónald Gómez        | 24. siječnja 1975.  | OFI Kreta          |
| 12        | Napadač             | Winston Parks       | 12. listopada 1981. | Udinese            |
| 13        | Napadač             | Daniel Vallejos     | 27. svibnja 1981.   | Herediano          |
| 14        | Branič              | Juan José Rodríguez | 23. lipnja 1967.    | San Carlos         |
| 15        | Branič              | Harold Wallace      | 7. rujna 1975.      | Alajuelense        |
| 16        | Napadač             | Steven Bryce        | 16. kolovoza 1977.  | Alajuelense        |
| 17        | Vezni               | Hernán Medford      | 23. svibnja 1968.   | Deportivo Saprissa |
| 18        | Vratar              | Álvaro Mesén        | 24. prosinca 1972.  | Alajuelense        |
| 19        | Vezni               | Rodrigo Cordero     | 4. prosinca 1973.   | Herediano          |
| 20        | Napadač             | William Sunsing     | 12. svibnja 1977.   | Herediano          |
| 21        | Branič              | Pablo Chinchilla    | 21. prosinca 1978.  | Alajuelense        |
| 22        | Branič              | Carlos Castro       | 10. rujna 1978.     | Alajuelense        |
| 23        | Vratar              | Lester Morgan       | 2. svibnja 1976.    | Herediano          |
| Izbornik: | Alexandre Guimarães |                     |                     |                    |

### Turska
| #         | Pozicija    | Ime              | Datum rođenja       | Klub             |
| --------- | ----------- | ---------------- | ------------------- | ---------------- |
| 1         | Vratar      | Rüştü Reçber     | 10. svibnja 1973.   | Fenerbahçe       |
| 2         | Branič      | Emre Aşık        | 13. prosinca 1973.  | Galatasaray      |
| 3         | Branič      | Bülent Korkmaz   | 24. studenog 1968.  | Galatasaray      |
| 4         | Branič      | Fatih Akyel      | 26. prosinca 1977.  | Fenerbahçe       |
| 5         | Branič      | Alpay Özalan     | 29. svibnja 1973.   | Aston Villa      |
| 6         | Napadač     | Arif Erdem       | 2. siječnja 1972.   | Galatasaray      |
| 7         | Vezni       | Okan Buruk       | 19. listopada 1973. | Inter Milan      |
| 8         | Vezni       | Tugay Kerimoğlu  | 24. kolovoza 1970.  | Blackburn Rovers |
| 9         | Napadač     | Hakan Şükür      | 1. rujna 1971.      | Parma            |
| 10        | Vezni       | Yıldıray Baştürk | 24. prosinca 1978.  | Bayer Leverkusen |
| 11        | Napadač     | Hasan Şaş        | 1. kolovoza 1976.   | Galatasaray      |
| 12        | Vratar      | Ömer Çatkıç      | 15. listopada 1974. | Gaziantepspor    |
| 13        | Vezni       | Muzzy Izzet      | 31. listopada 1974. | Leicester City   |
| 14        | Vezni       | Tayfur Havutçu   | 23. travnja 1970.   | Beşiktaş         |
| 15        | Napadač     | Nihat Kahveci    | 23. studenog 1979.  | Real Sociedad    |
| 16        | Branič      | Ümit Özat        | 30. listopada 1976. | Fenerbahçe       |
| 17        | Napadač     | İlhan Mansız     | 10. kolovoza 1975.  | Beşiktaş         |
| 18        | Vezni       | Ergün Penbe      | 17. svibnja 1972.   | Galatasaray      |
| 19        | Vezni       | Abdullah Ercan   | 8. prosinca 1971.   | Fenerbahçe       |
| 20        | Branič      | Hakan Ünsal      | 14. svibnja 1973.   | Blackburn Rovers |
| 21        | Vezni       | Emre Belözoğlu   | 7. rujna 1980.      | Inter Milan      |
| 22        | Vezni       | Ümit Davala      | 30. srpnja 1973.    | AC Milan         |
| 23        | Vratar      | Zafer Özgültekin | 10. ožujka 1975.    | Ankaragücü       |
| Izbornik: | Şenol Güneş |                  |                     |                  |

## Skupina D

### Poljska
| #         | Pozicija    | Ime                | Datum rođenja       | Klub                |
| --------- | ----------- | ------------------ | ------------------- | ------------------- |
| 1         | Vratar      | Jerzy Dudek        | 23. ožujka 1973.    | Liverpool           |
| 2         | Branič      | Tomasz Kłos        | 7. ožujka 1973.     | Kaiserslautern      |
| 3         | Branič      | Jacek Zieliński    | 10. listopada 1967. | Legija Varšava      |
| 4         | Branič      | Michał Żewłakow    | 22. travnja 1976.   | Mouscron            |
| 5         | Branič      | Tomasz Rząsa       | 11. ožujka 1973.    | Feyenoord Rotterdam |
| 6         | Branič      | Tomasz Hajto       | 16. listopada 1972. | Schalke 04          |
| 7         | Vezni       | Piotr Świerczewski | 8. travnja 1972.    | Olympique Marseille |
| 8         | Napadač     | Cezary Kucharski   | 17. veljače 1972.   | Legija Varšava      |
| 9         | Napadač     | Paweł Kryszałowicz | 23. lipnja 1974.    | Eintracht Frankfurt |
| 10        | Vezni       | Radosław Kałużny   | 2. veljače 1974.    | Energie Cottbus     |
| 11        | Napadač     | Emmanuel Olisadebe | 22. prosinca 1978.  | Panathinaikos       |
| 12        | Vratar      | Radosław Majdan    | 10. svibnja 1972.   | Göztepe             |
| 13        | Branič      | Arkadiusz Głowacki | 13. ožujka 1979.    | Wisla Krakow        |
| 14        | Napadač     | Marcin Żewłakow    | 22. travnja 1976.   | Mouscron            |
| 15        | Branič      | Tomasz Wałdoch     | 10. svibnja 1971.   | Schalke 04          |
| 16        | Branič      | Maciej Murawski    | 20. veljače 1974.   | Legija Varšava      |
| 17        | Vezni       | Arkadiusz Bąk      | 6. listopada 1974.  | Widzew Łódź         |
| 18        | Vezni       | Jacek Krzynówek    | 15. svibnja 1976.   | Nürnberg            |
| 19        | Napadač     | Maciej Żurawski    | 12. rujna 1976.     | Wisla Krakow        |
| 20        | Branič      | Jacek Bąk          | 24. ožujka 1973.    | Lens                |
| 21        | Vezni       | Marek Koźmiński    | 7. veljače 1971.    | Ancona              |
| 22        | Vratar      | Adam Matysek       | 19. srpnja 1968.    | RKS Radomsko        |
| 23        | Vezni       | Paweł Sibik        | 15. veljače 1971.   | Odra Wodzisław      |
| Izbornik: | Jerzy Engel |                    |                     |                     |

### Portugal
| #         | Pozicija         | Ime               | Datum rođenja       | Klub               |
| --------- | ---------------- | ----------------- | ------------------- | ------------------ |
| 1         | Vratar           | Vítor Baía        | 15. listopada 1969. | Porto              |
| 2         | Branič           | Jorge Costa       | 14. listopada 1971. | Porto              |
| 3         | Branič           | Abel Xavier       | 30. studenog 1972.  | Liverpool          |
| 4         | Branič           | Marco Caneira     | 9. veljače 1979.    | Benfica            |
| 5         | Branič           | Fernando Couto    | 2. kolovoza 1969.   | Lazio              |
| 6         | Vezni            | Paulo Sousa       | 30. kolovoza 1970.  | RCD Espanyol       |
| 7         | Vezni            | Luís Figo         | 4. studenog 1972.   | Real Madrid        |
| 8         | Napadač          | João Vieira Pinto | 19. kolovoza 1971.  | Sporting Lisabon   |
| 9         | Napadač          | Pauleta           | 28. travnja 1973.   | Girondins Bordeaux |
| 10        | Vezni            | Rui Costa         | 29. ožujka 1972.    | AC Milan           |
| 11        | Vezni            | Sérgio Conceição  | 15. studenog 1974.  | Inter Milan        |
| 12        | Vezni            | Hugo Viana        | 15. siječnja 1983.  | Sporting Lisabon   |
| 13        | Branič           | Jorge Andrade     | 9. travnja 1978.    | Porto              |
| 14        | Vezni            | Pedro Barbosa     | 6. kolovoza 1970.   | Sporting Lisabon   |
| 15        | Vratar           | Nélson Pereira    | 20. listopada 1975. | Sporting Lisabon   |
| 16        | Vratar           | Ricardo           | 11. veljače 1976.   | Boavista           |
| 17        | Vezni            | Paulo Bento       | 20. lipnja 1969.    | Sporting Lisabon   |
| 18        | Branič           | Nuno Frechaut     | 24. rujna 1977.     | Boavista           |
| 19        | Vezni            | Nuno Capucho      | 21. veljače 1972.   | Porto              |
| 20        | Vezni            | Petit             | 25. rujna 1976.     | Boavista           |
| 21        | Napadač          | Nuno Gomes        | 5. srpnja 1976.     | Fiorentina         |
| 22        | Branič           | Beto              | 3. svibnja 1976.    | Sporting Lisabon   |
| 23        | Branič           | Rui Jorge         | 27. ožujka 1973.    | Sporting Lisabon   |
| Izbornik: | António Oliveira |                   |                     |                    |

### Južna Koreja
| #         | Pozicija     | Ime            | Datum rođenja       | Klub                    |
| --------- | ------------ | -------------- | ------------------- | ----------------------- |
| 1         | Vratar       | Lee Woon-jae   | 26. travnja 1973.   | Suwon Samsung Bluewings |
| 2         | Branič       | Hyun Young-min | 25. prosinca 1979.  | Ulsan Hyundai Horangi   |
| 3         | Vezni        | Choi Sung-yong | 25. kolovoza 1975.  | Suwon Samsung Bluewings |
| 4         | Branič       | Choi Jin-cheul | 26. ožujka 1971.    | Jeonbuk Hyundai Motors  |
| 5         | Vezni        | Kim Nam-il     | 14. ožujka 1977.    | Jeonnam Dragons         |
| 6         | Branič       | Yoo Sang-chul  | 18. listopada 1971. | Kashiwa Reysol          |
| 7         | Branič       | Kim Tae-young  | 8. studenog 1970.   | Jeonnam Dragons         |
| 8         | Vezni        | Choi Tae-uk    | 13. ožujka 1981.    | Anyang LG Cheetahs      |
| 9         | Napadač      | Seol Ki-hyeon  | 8. siječnja 1979.   | Anderlecht Bruxelles    |
| 10        | Branič       | Lee Young-pyo  | 23. travnja 1977.   | Anyang LG Cheetahs      |
| 11        | Napadač      | Choi Yong-soo  | 10. rujna 1973.     | JEF United              |
| 12        | Vratar       | Kim Byung-ji   | 8. travnja 1970.    | Pohang Steelers         |
| 13        | Vezni        | Lee Eul-yong   | 8. rujna 1975.      | Bucheon SK              |
| 14        | Napadač      | Lee Chun-soo   | 9. srpnja 1981.     | Ulsan Hyundai Horangi   |
| 15        | Branič       | Lee Min-sung   | 23. lipnja 1973.    | Busan I'Cons            |
| 16        | Napadač      | Cha Du-ri      | 25. srpnja 1980.    | Korejsko Sveučilište    |
| 17        | Vezni        | Yoon Jung-hwan | 16. veljače 1973.   | Cerezo Osaka            |
| 18        | Napadač      | Hwang Sun-hong | 14. srpnja 1968.    | Kashiwa Reysol          |
| 19        | Vezni        | Ahn Jung-hwan  | 27. siječnja 1976.  | Perugia                 |
| 20        | Branič       | Hong Myung-bo  | 12. veljače 1969.   | Pohang Steelers         |
| 21        | Vezni        | Park Ji-sung   | 25. veljače 1981.   | Kyoto Purple Sanga      |
| 22        | Vezni        | Song Chong-gug | 20. veljače 1979.   | Busan I'Cons            |
| 23        | Vratar       | Choi Eun-sung  | 5. travnja 1971.    | Daejeon Citizen         |
| Izbornik: | Guus Hiddink |                |                     |                         |

### SAD
| #         | Pozicija    | Ime              | Datum rođenja      | Klub                   |
| --------- | ----------- | ---------------- | ------------------ | ---------------------- |
| 1         | Vratar      | Brad Friedel     | 8. svibnja 1971.   | Blackburn Rovers       |
| 2         | Vezni       | Frankie Hejduk   | 5. kolovoza 1974.  | Bayer Leverkusen       |
| 3         | Branič      | Gregg Berhalter  | 1. kolovoza 1973.  | Crystal Palace         |
| 4         | Branič      | Pablo Mastroeni  | 29. kolovoza 1976. | Miami Fusion           |
| 5         | Vezni       | John O'Brien     | 29. kolovoza 1977. | Ajax Amsterdam         |
| 6         | Branič      | David Regis      | 2. prosinca 1968.  | Metz                   |
| 7         | Vezni       | Eddie Lewis      | 17. svibnja 1974.  | Fulham                 |
| 8         | Vezni       | Earnie Stewart   | 28. ožujka 1969.   | NAC Breda              |
| 9         | Napadač     | Joe-Max Moore    | 23. veljače 1971.  | Everton                |
| 10        | Vezni       | Claudio Reyna    | 20. srpnja 1973.   | Sunderland             |
| 11        | Napadač     | Clint Mathis     | 25. studenog 1976. | NY/NJ MetroStars       |
| 12        | Branič      | Jeff Agoos       | 2. svibnja 1968.   | San Jose Earthquakes   |
| 13        | Vezni       | Cobi Jones       | 16. lipnja 1970.   | LA Galaxy              |
| 14        | Branič      | Steve Cherundolo | 19. veljače 1979.  | Hannover 96            |
| 15        | Napadač     | Josh Wolff       | 25. veljače 1977.  | Chicago Fire           |
| 16        | Branič      | Carlos Llamosa   | 30. lipnja 1969.   | New England Revolution |
| 17        | Vezni       | DaMarcus Beasley | 24. svibnja 1982.  | Chicago Fire           |
| 18        | Vratar      | Kasey Keller     | 29. studenog 1969. | Tottenham Hotspur      |
| 19        | Vratar      | Tony Meola       | 21. veljače 1969.  | Sporting Kansas City   |
| 20        | Napadač     | Brian McBride    | 19. lipnja 1972.   | Columbus Crew          |
| 21        | Napadač     | Landon Donovan   | 4. ožujka 1982.    | San Jose Earthquakes   |
| 22        | Branič      | Tony Sanneh      | 1. lipnja 1971.    | Nürnberg               |
| 23        | Branič      | Eddie Pope       | 24. prosinca 1973. | DC United              |
| Izbornik: | Bruce Arena |                  |                    |                        |

## Skupina E

### Kamerun
| #         | Pozicija         | Ime                | Datum rođenja      | Klub                |
| --------- | ---------------- | ------------------ | ------------------ | ------------------- |
| 1         | Vratar           | Alioum Boukar      | 3. siječnja 1972.  | Samsunspor          |
| 2         | Vezni            | Bill Tchato        | 14. svibnja 1975.  | Montpellier         |
| 3         | Branič           | Pierre Womé        | 26. ožujka 1979.   | Bologna             |
| 4         | Branič           | Rigobert Song      | 1. srpnja 1976.    | 1. FC Köln          |
| 5         | Branič           | Raymond Kalla      | 22. travnja 1975.  | Extremadura         |
| 6         | Branič           | Pierre Njanka      | 15. ožujka 1975.   | Strasbourg          |
| 7         | Vezni            | Joseph N'Do        | 28. travnja 1976.  | Al-Khaleej          |
| 8         | Branič           | Geremi             | 20. prosinca 1978. | Real Madrid         |
| 9         | Napadač          | Samuel Eto'o       | 10. ožujka 1981.   | RCD Mallorca        |
| 10        | Napadač          | Patrick Mboma      | 15. studenog 1970. | Sunderland          |
| 11        | Napadač          | Pius N'Diefi       | 5. srpnja 1975.    | Sedan               |
| 12        | Vezni            | Lauren             | 19. siječnja 1977. | Arsenal             |
| 13        | Branič           | Lucien Mettomo     | 19. travnja 1977.  | Manchester City     |
| 14        | Vezni            | Joël Epalle        | 20. veljače 1978.  | PAE Panathinaikos   |
| 15        | Vezni            | Nicolas Alnoudji   | 9. prosinca 1979.  | Rizespor            |
| 16        | Vratar           | Jacques Songo'o    | 17. ožujka 1964.   | Metz                |
| 17        | Vezni            | Marc-Vivien Foé    | 1. svibnja 1975.   | Olympique Lyon      |
| 18        | Napadač          | Patrick Suffo      | 17. siječnja 1978. | Sheffield United    |
| 19        | Vezni            | Eric Djemba-Djemba | 4. svibnja 1981.   | Nantes              |
| 20        | Vezni            | Salomon Olembé     | 8. prosinca 1980.  | Olympique Marseille |
| 21        | Napadač          | Joseph-Désiré Job  | 1. prosinca 1977.  | Metz                |
| 22        | Vratar           | Carlos Kameni      | 18. veljače 1984.  | Le Havre            |
| 23        | Vezni            | Dani Kome          | 19. svibnja 1980.  | CD Numancia         |
| Izbornik: | Winfried Schäfer |                    |                    |                     |

### Njemačka
| #         | Pozicija    | Ime                 | Datum rođenja       | Klub              |
| --------- | ----------- | ------------------- | ------------------- | ----------------- |
| 1         | Vratar      | Oliver Kahn         | 15. lipnja 1969.    | Bayern München    |
| 2         | Branič      | Thomas Linke        | 26. prosinca 1969.  | Bayern München    |
| 3         | Branič      | Marko Rehmer        | 29. travnja 1972.   | Hertha Berlin     |
| 4         | Branič      | Frank Baumann       | 29. listopada 1975. | Werder Bremen     |
| 5         | Vezni       | Carsten Ramelow     | 20. ožujka 1974.    | Bayer Leverkusen  |
| 6         | Branič      | Christian Ziege     | 1. veljače 1972.    | Tottenham Hotspur |
| 7         | Napadač     | Oliver Neuville     | 1. svibnja 1973.    | Bayer Leverkusen  |
| 8         | Vezni       | Dietmar Hamann      | 27. kolovoza 1973.  | Liverpool         |
| 9         | Napadač     | Carsten Jancker     | 28. kolovoza 1974.  | Bayern München    |
| 10        | Vezni       | Lars Ricken         | 10. srpnja 1976.    | Borussia Dortmund |
| 11        | Napadač     | Miroslav Klose      | 9. lipnja 1978.     | Kaiserslautern    |
| 12        | Vratar      | Jens Lehmann        | 10. studenog 1969.  | Borussia Dortmund |
| 13        | Vezni       | Michael Ballack     | 26. rujna 1976.     | Bayer Leverkusen  |
| 14        | Napadač     | Gerald Asamoah      | 3. listopada 1978.  | Schalke 04        |
| 15        | Branič      | Sebastian Kehl      | 13. veljače 1980.   | Borussia Dortmund |
| 16        | Vezni       | Jens Jeremies       | 5. ožujka 1974.     | Bayern München    |
| 17        | Vezni       | Marco Bode          | 23. srpnja 1969.    | Werder Bremen     |
| 18        | Vezni       | Jörg Böhme          | 22. siječnja 1974.  | Schalke 04        |
| 19        | Vezni       | Bernd Schneider     | 17. studenog 1973.  | Bayer Leverkusen  |
| 20        | Napadač     | Oliver Bierhoff     | 1. svibnja 1968.    | AS Monaco         |
| 21        | Branič      | Christoph Metzelder | 5. studenog 1980.   | Borussia Dortmund |
| 22        | Vezni       | Torsten Frings      | 22. studenog 1976.  | Werder Bremen     |
| 23        | Vratar      | Hans-Jörg Butt      | 28. svibnja 1974.   | Bayer Leverkusen  |
| Izbornik: | Rudi Völler |                     |                     |                   |

### Irska
| #         | Pozicija      | Ime              | Datum rođenja       | Klub              |
| --------- | ------------- | ---------------- | ------------------- | ----------------- |
| 1         | Vratar        | Shay Given       | 20. travnja 1976.   | Newcastle United  |
| 2         | Branič        | Steve Finnan     | 24. travnja 1976.   | Fulham            |
| 3         | Branič        | Ian Harte        | 31. kolovoza 1977.  | Leeds United      |
| 4         | Branič        | Kenny Cunningham | 28. lipnja 1971.    | Wimbledon         |
| 5         | Branič        | Steve Staunton   | 19. siječnja 1969.  | Aston Villa       |
| 6         | Vezni         | Roy Keane        | 10. kolovoza 1971.  | Manchester United |
| 7         | Vezni         | Jason McAteer    | 18. lipnja 1971.    | Sunderland        |
| 8         | Vezni         | Matt Holland     | 11. travnja 1974.   | Ipswich Town      |
| 9         | Vezni         | Damien Duff      | 2. ožujka 1979.     | Blackburn Rovers  |
| 10        | Napadač       | Robbie Keane     | 8. srpnja 1980.     | Leeds United      |
| 11        | Vezni         | Kevin Kilbane    | 1. veljače 1977.    | Sunderland        |
| 12        | Vezni         | Mark Kinsella    | 12. kolovoza 1972.  | Charlton Athletic |
| 13        | Napadač       | David Connolly   | 6. lipnja 1977.     | Wimbledon         |
| 14        | Branič        | Gary Breen       | 12. prosinca 1973.  | Coventry City     |
| 15        | Branič        | Richard Dunne    | 21. rujna 1979.     | Manchester City   |
| 16        | Vratar        | Dean Kiely       | 10. listopada 1970. | Charlton Athletic |
| 17        | Napadač       | Niall Quinn      | 6. listopada 1966.  | Sunderland        |
| 18        | Branič        | Gary Kelly       | 9. srpnja 1974.     | Leeds United      |
| 19        | Napadač       | Clinton Morrison | 14. svibnja 1979.   | Crystal Palace    |
| 20        | Branič        | Andrew O'Brien   | 29. lipnja 1979.    | Newcastle United  |
| 21        | Vezni         | Steven Reid      | 10. ožujka 1981.    | Millwall          |
| 22        | Vezni         | Lee Carsley      | 28. veljače 1974.   | Everton           |
| 23        | Vratar        | Alan Kelly       | 11. kolovoza 1968.  | Blackburn Rovers  |
| Izbornik: | Mick McCarthy |                  |                     |                   |

- Izbornik Mick McCarthy uveo je na roster Royja Keanea uoči samog Mundijala, međutim izbacio ga je iz momčadi zbog sukoba tijekom priprema.[2] McCarthy mu nije pronašao zamjenu, tako da je tehnički, Keane i dalje dio momčadi iako ondje fizički nije bio prisutan.

### Saudijska Arabija
| #         | Pozicija        | Ime                       | Datum rođenja       | Klub       |
| --------- | --------------- | ------------------------- | ------------------- | ---------- |
| 1         | Vratar          | Mohamed Al-Deayea         | 2. kolovoza 1972.   | Al-Hilal   |
| 2         | Branič          | Mohammed Al-Jahani        | 28. rujna 1974.     | Al-Ahli    |
| 3         | Branič          | Redha Tukar               | 29. studenog 1975.  | Al-Shabab  |
| 4         | Branič          | Abdullah Zubromawi        | 15. studenog 1973.  | Al-Ahli    |
| 5         | Branič          | Mohsin Al-Harthi          | 17. srpnja 1976.    | Al-Nassr   |
| 6         | Branič          | Fouzi Al-Shehri           | 15. svibnja 1980.   | Al-Ahli    |
| 7         | Vezni           | Ibrahim Al-Shahrani       | 21. srpnja 1974.    | Al-Ahli    |
| 8         | Vezni           | Mohammed Noor             | 26. veljače 1978.   | Al-Ittihad |
| 9         | Napadač         | Sami Al-Jaber             | 11. prosinca 1972.  | Al-Hilal   |
| 10        | Vezni           | Mohammad Al-Shalhoub      | 8. prosinca 1980.   | Al-Hilal   |
| 11        | Napadač         | Obeid Al-Dosari           | 2. listopada 1975.  | Al-Ahli    |
| 12        | Branič          | Ahmed Dokhi               | 25. listopada 1976. | Al-Hilal   |
| 13        | Branič          | Hussein Sulaimani         | 21. siječnja 1977.  | Al-Ahli    |
| 14        | Vezni           | Abdulaziz Khathran        | 31. srpnja 1973.    | Al-Shabab  |
| 15        | Napadač         | Abdullah Jumaan Al-Dosari | 10. studenog 1977.  | Al-Hilal   |
| 16        | Vezni           | Khamis Al-Owairan         | 8. rujna 1973.      | Al-Ittihad |
| 17        | Vezni           | Abdullah Al-Waked         | 29. rujna 1975.     | Al-Shabab  |
| 18        | Vezni           | Nawaf Al-Temyat           | 28. lipnja 1976.    | Al-Hilal   |
| 19        | Vezni           | Omar Al-Ghamdi            | 11. travnja 1979.   | Al-Hilal   |
| 20        | Napadač         | Al Hasan Al-Yami          | 21. kolovoza 1972.  | Al-Ittihad |
| 21        | Vratar          | Mabrouk Zaid              | 11. veljače 1979.   | Al-Ittihad |
| 22        | Vratar          | Mohammed Al-Khojali       | 15. siječnja 1973.  | Al-Nassr   |
| 23        | Branič          | Mansour Al-Thagafi        | 14. siječnja 1979.  | Al-Nassr   |
| Izbornik: | Nasser Al-Johar |                           |                     |            |

## Skupina F

### Argentina
| #         | Pozicija       | Ime                  | Datum rođenja      | Klub              |
| --------- | -------------- | -------------------- | ------------------ | ----------------- |
| 1         | Vratar         | Germán Burgos        | 16. travnja 1969.  | Atlético Madrid   |
| 2         | Branič         | Roberto Ayala        | 14. travnja 1973.  | Valencia          |
| 3         | Branič         | Juan Pablo Sorín     | 5. svibnja 1976.   | Cruzeiro          |
| 4         | Branič         | Mauricio Pochettino  | 2. srpnja 1972.    | PSG               |
| 5         | Vezni          | Matías Almeyda       | 21. prosinca 1973. | Parma             |
| 6         | Branič         | Walter Samuel        | 23. ožujka 1978.   | AS Roma           |
| 7         | Napadač        | Claudio López        | 17. srpnja 1974.   | Lazio             |
| 8         | Branič         | Javier Zanetti       | 10. kolovoza 1973. | Inter Milan       |
| 9         | Napadač        | Gabriel Batistuta    | 1. veljače 1969.   | AS Roma           |
| 10        | Vezni          | Gabriel Ortega       | 4. ožujka 1974.    | River Plate       |
| 11        | Vezni          | Juan Sebastián Verón | 9. ožujka 1975.    | Manchester United |
| 12        | Vratar         | Pablo Cavallero      | 13. travnja 1974.  | Celta Vigo        |
| 13        | Branič         | Diego Placente       | 24. travnja 1977.  | Bayer Leverkusen  |
| 14        | Vezni          | Diego Simeone        | 28. travnja 1970.  | Lazio             |
| 15        | Vezni          | Claudio Husaín       | 20. studenog 1974. | River Plate       |
| 16        | Vezni          | Pablo Aimar          | 3. studenog 1979.  | Valencia          |
| 17        | Vezni          | Gustavo López        | 13. travnja 1973.  | Celta Vigo        |
| 18        | Vezni          | Kily González        | 4. kolovoza 1974.  | Valencia          |
| 19        | Napadač        | Hernán Crespo        | 5. srpnja 1975.    | Lazio             |
| 20        | Vezni          | Marcelo Gallardo     | 18. siječnja 1976. | AS Monaco         |
| 21        | Napadač        | Claudio Caniggia     | 9. siječnja 1967.  | Glasgow Rangers   |
| 22        | Branič         | José Chamot          | 17. svibnja 1969.  | AC Milan          |
| 23        | Vratar         | Roberto Bonano       | 24. siječnja 1970. | FC Barcelona      |
| Izbornik: | Marcelo Bielsa |                      |                    |                   |

- Izvorno, Arielu Ortegi je dodijeljen broj s brojem 23 dok je Roberto Bonano dobio broj 24. Razlog tome bila je odluka Argentinskog nogometnog saveza da se u čast Diega Maradone umirovi njegov broj 10. Međutim, ta odluka je promijenjena zbog FIFA-inog pravila da se mogu dodjeljivati samo brojevi u rasponu od 1 do 23.[3]

### Engleska
| #         | Pozicija            | Ime              | Datum rođenja       | Klub              |
| --------- | ------------------- | ---------------- | ------------------- | ----------------- |
| 1         | Vratar              | David Seaman     | 19. rujna 1963.     | Arsenal           |
| 2         | Branič              | Danny Mills      | 18. svibnja 1977.   | Leeds United      |
| 3         | Branič              | Ashley Cole      | 20. prosinca 1980.  | Arsenal           |
| 4         | Vezni               | Trevor Sinclair  | 2. ožujka 1973.     | West Ham United   |
| 5         | Branič              | Rio Ferdinand    | 7. studenog 1978.   | Leeds United      |
| 6         | Branič              | Sol Campbell     | 18. rujna 1974.     | Arsenal           |
| 7         | Vezni               | David Beckham    | 2. svibnja 1975.    | Manchester United |
| 8         | Vezni               | Paul Scholes     | 16. studenog 1974.  | Manchester United |
| 9         | Napadač             | Robbie Fowler    | 9. travnja 1975.    | Leeds United      |
| 10        | Napadač             | Michael Owen     | 14. prosinca 1979.  | Liverpool         |
| 11        | Napadač             | Emile Heskey     | 11. siječnja 1978.  | Liverpool         |
| 12        | Branič              | Wes Brown        | 13. listopada 1979. | Manchester United |
| 13        | Vratar              | Nigel Martyn     | 11. kolovoza 1966.  | Leeds United      |
| 14        | Branič              | Wayne Bridge     | 5. kolovoza 1980.   | Southampton       |
| 15        | Branič              | Martin Keown     | 24. srpnja 1966.    | Arsenala          |
| 16        | Branič              | Gareth Southgate | 3. rujna 1970.      | Middlesbrough     |
| 17        | Napadač             | Teddy Sheringham | 2. travnja 1966.    | Tottenham Hotspur |
| 18        | Vezni               | Owen Hargreaves  | 20. siječnja 1981.  | Bayern München    |
| 19        | Vezni               | Joe Cole         | 8. studenog 1981.   | West Ham United   |
| 20        | Napadač             | Darius Vassell   | 13. lipnja 1980.    | Aston Villa       |
| 21        | Vezni               | Nicky Butt       | 21. siječnja 1975.  | Manchester United |
| 22        | Vratar              | David James      | 1. kolovoza 1970.   | West Ham United   |
| 23        | Vezni               | Kieron Dyer      | 29. prosinca 1978.  | Newcastle United  |
| Izbornik: | Sven-Göran Eriksson |                  |                     |                   |

### Nigerija
| #         | Pozicija         | Ime                 | Datum rođenja       | Klub                 |
| --------- | ---------------- | ------------------- | ------------------- | -------------------- |
| 1         | Vratar           | Ike Shorunmu        | 16. listopada 1967. | Luzern               |
| 2         | Branič           | Joseph Yobo         | 6. rujna 1980.      | Olympique Marseille  |
| 3         | Branič           | Celestine Babayaro  | 29. kolovoza 1978.  | Chelsea              |
| 4         | Napadač          | Nwankwo Kanu        | 1. kolovoza 1976.   | Arsenal              |
| 5         | Branič           | Isaac Okoronkwo     | 1. svibnja 1978.    | Šahtar Donjeck       |
| 6         | Branič           | Taribo West         | 26. ožujka 1974.    | Kaiserslautern       |
| 7         | Vezni            | Pius Ikedia         | 11. srpnja 1980.    | Ajax Amsterdam       |
| 8         | Vezni            | Mutiu Adepoju       | 22. prosinca 1970.  | UD Salamanca         |
| 9         | Napadač          | Bartholomew Ogbeche | 1. listopada 1984.  | PSG                  |
| 10        | Vezni            | Jay-Jay Okocha      | 14. kolovoza 1973.  | PSG                  |
| 11        | Vezni            | Garba Lawal         | 22. svibnja 1974.   | Roda Kerkrade        |
| 12        | Vratar           | Austin Ejide        | 8. travnja 1984.    | Gabros International |
| 13        | Branič           | Rabiu Afolabi       | 18. travnja 1980.   | Standard Liège       |
| 14        | Branič           | Ifeanyi Udeze       | 21. srpnja 1980.    | PAOK Solun           |
| 15        | Vezni            | Justice Christopher | 24. prosinca 1981.  | Antwerpen            |
| 16        | Branič           | Efe Sodje           | 5. listopada 1972.  | Crewe Alexandra      |
| 17        | Napadač          | Julius Aghahowa     | 12. veljače 1982.   | Šahtar Donjeck       |
| 18        | Napadač          | Benedict Akwuegbu   | 3. studenog 1974.   | Shenyang Haishi      |
| 19        | Branič           | Eric Ejiofor        | 21. srpnja 1979.    | Maccabi Haifa        |
| 20        | Vezni            | James Obiorah       | 24. kolovoza 1978.  | Lokomotiv Moskva     |
| 21        | Vezni            | John Utaka          | 8. siječnja 1982.   | Al-Sadd              |
| 22        | Vratar           | Vincent Enyeama     | 29. kolovoza 1982.  | Enyimba              |
| 23        | Vezni            | Femi Opabunmi       | 3. ožujka 1985.     | Ibadan               |
| Izbornik: | Festus Onigbinde |                     |                     |                      |

### Švedska
| #          | Pozicija                         | Ime                  | Datum rođenja      | Klub           |
| ---------- | -------------------------------- | -------------------- | ------------------ | -------------- |
| 1          | Vratar                           | Magnus Hedman        | 19. ožujka 1973.   | Coventry City  |
| 2          | Branič                           | Olof Mellberg        | 3. rujna 1977.     | Aston Villa    |
| 3          | Branič                           | Patrik Andersson     | 18. kolovoza 1971. | FC Barcelona   |
| 4          | Branič                           | Johan Mjällby        | 9. veljače 1971.   | Celtic         |
| 5          | Branič                           | Michael Svensson     | 25. studenog 1975. | Troyes         |
| 6          | Vezni                            | Tobias Linderoth     | 21. travnja 1979.  | Everton        |
| 7          | Vezni                            | Niclas Alexandersson | 29. prosinca 1971. | Everton        |
| 8          | Vezni                            | Anders Svensson      | 17. srpnja 1976.   | Southampton    |
| 9          | Vezni                            | Fredrik Ljungberg    | 16. travnja 1977.  | Arsenal        |
| 10         | Napadač                          | Marcus Allbäck       | 5. srpnja 1973.    | Heerenveen     |
| 11         | Napadač                          | Henrik Larsson       | 20. rujna 1971.    | Celtic         |
| 12         | Vratar                           | Magnus Kihlstedt     | 29. veljače 1972.  | F.C. København |
| 13         | Branič                           | Tomas Antonelius     | 7. svibnja 1973.   | F.C. København |
| 14         | Branič                           | Erik Edman           | 11. studenog 1978. | Heerenveen     |
| 15         | Branič                           | Andreas Jakobsson    | 6. listopada 1972. | Hansa Rostock  |
| 16         | Branič                           | Teddy Lučić          | 15. travnja 1973.  | AIK Stockholm  |
| 17         | Vezni                            | Magnus Svensson      | 10. ožujka 1969.   | Brøndby        |
| 18         | Vezni                            | Mattias Jonson       | 16. siječnja 1974. | Brøndby        |
| 19         | Vezni                            | Pontus Farnerud      | 4. lipnja 1980.    | AS Monaco      |
| 20         | Vezni                            | Daniel Andersson     | 28. kolovoza 1977. | Venezia        |
| 21         | Napadač                          | Zlatan Ibrahimović   | 3. listopada 1981. | Ajax Amsterdam |
| 22         | Napadač                          | Andreas Andersson    | 10. travnja 1974.  | AIK Stockholm  |
| 23         | Vratar                           | Andreas Isaksson     | 3. listopada 1981. | Djurgården     |
| Izbornici: | Lars Lagerbäck i Tommy Söderberg |                      |                    |                |

## Skupina G

### Hrvatska
| #         | Pozicija    | Ime               | Datum rođenja       | Klub             |
| --------- | ----------- | ----------------- | ------------------- | ---------------- |
| 1         | Vratar      | Stipe Pletikosa   | 8. siječnja 1979.   | Hajduk Split     |
| 2         | Branič      | Anthony Šerić     | 15. siječnja 1979.  | Verona           |
| 3         | Branič      | Joe Šimunić       | 18. siječnja 1978.  | Hertha Berlin    |
| 4         | Branič      | Stjepan Tomas     | 6. ožujka 1976.     | Vicenza          |
| 5         | Vezni       | Milan Rapaić      | 16. kolovoza 1973.  | Fenerbahçe       |
| 6         | Branič      | Boris Živković    | 15. studenog 1975.  | Bayer Leverkusen |
| 7         | Napadač     | Davor Vugrinec    | 24. ožujka 1975.    | Lecce            |
| 8         | Vezni       | Robert Prosinečki | 12. siječnja 1969.  | Portsmouth       |
| 9         | Napadač     | Davor Šuker       | 1. siječnja 1968.   | 1860 München     |
| 10        | Vezni       | Niko Kovač        | 15. listopada 1971. | Bayern München   |
| 11        | Napadač     | Alen Bokšić       | 21. siječnja 1970.  | Middlesbrough    |
| 12        | Vratar      | Tomislav Butina   | 30. ožujka 1974.    | Dinamo Zagreb    |
| 13        | Vezni       | Mario Stanić      | 10. travnja 1972.   | Chelsea          |
| 14        | Vezni       | Zvonimir Soldo    | 2. studenog 1967.   | VfB Stuttgart    |
| 15        | Branič      | Danijel Šarić     | 4. kolovoza 1972.   | Panathinaikos    |
| 16        | Vezni       | Jurica Vranješ    | 31. siječnja 1980.  | Bayer Leverkusen |
| 17        | Branič      | Robert Jarni      | 26. listopada 1968. | Panathinaikos    |
| 18        | Napadač     | Ivica Olić        | 14. rujna 1979.     | Zagreb           |
| 19        | Napadač     | Goran Vlaović     | 7. kolovoza 1972.   | Panathinaikos    |
| 20        | Branič      | Dario Šimić       | 12. studenog 1975.  | Inter Milan      |
| 21        | Branič      | Robert Kovač      | 6. travnja 1974.    | Bayern München   |
| 22        | Napadač     | Boško Balaban     | 15. listopada 1978. | Aston Villa      |
| 23        | Vratar      | Vladimir Vasilj   | 6. srpnja 1975.     | Zagreb           |
| Izbornik: | Mirko Jozić |                   |                     |                  |

### Ekvador
| #         | Pozicija           | Ime                     | Datum rođenja       | Klub            |
| --------- | ------------------ | ----------------------- | ------------------- | --------------- |
| 1         | Vratar             | José Francisco Cevallos | 17. travnja 1971.   | Barcelona       |
| 2         | Branič             | Augusto Porozo          | 13. travnja 1974.   | Emelec          |
| 3         | Branič             | Iván Hurtado            | 16. kolovoza 1974.  | Barcelona       |
| 4         | Branič             | Ulises de la Cruz       | 8. veljače 1974.    | Hibernian       |
| 5         | Vezni              | Alfonso Obregón         | 12. svibnja 1972.   | LDU Quito       |
| 6         | Branič             | Raúl Guerrón            | 12. listopada 1976. | Deportivo Quito |
| 7         | Napadač            | Nicolás Asencio         | 26. travnja 1975.   | Barcelona       |
| 8         | Vezni              | Luis Gómez              | 20. travnja 1972.   | Barcelona       |
| 9         | Napadač            | Iván Kaviedes           | 24. listopada 1977. | Barcelona       |
| 10        | Vezni              | Álex Aguinaga           | 9. srpnja 1968.     | Necaxa          |
| 11        | Napadač            | Agustín Delgado         | 23. prosinca 1974.  | Southampton     |
| 12        | Vratar             | Oswaldo Ibarra          | 8. rujna 1969.      | El Nacional     |
| 13        | Napadač            | Ángel Fernández         | 2. kolovoza 1971.   | El Nacional     |
| 14        | Vezni              | Juan Carlos Burbano     | 15. veljače 1969.   | El Nacional     |
| 15        | Branič             | Marlon Ayoví            | 27. rujna 1971.     | Deportivo Quito |
| 16        | Vezni              | Cléber Chalá            | 29. lipnja 1971.    | El Nacional     |
| 17        | Branič             | Giovanny Espinoza       | 12. travnja 1977.   | Aucas           |
| 18        | Napadač            | Carlos Tenorio          | 14. svibnja 1979.   | LDU Quito       |
| 19        | Napadač            | Edison Méndez           | 16. ožujka 1979.    | Deportivo Quito |
| 20        | Vezni              | Edwin Tenorio           | 16. lipnja 1976.    | Barcelona       |
| 21        | Vezni              | Wellington Sánchez      | 19. lipnja 1974.    | Emelec          |
| 22        | Vratar             | Daniel Viteri           | 12. prosinca 1981.  | Emelec          |
| 23        | Branič             | Walter Ayoví            | 11. kolovoza 1979.  | Emelec          |
| Izbornik: | Hernán Darío Gómez |                         |                     |                 |

### Italija
| #         | Pozicija            | Ime                  | Datum rođenja      | Klub             |
| --------- | ------------------- | -------------------- | ------------------ | ---------------- |
| 1         | Vratar              | Gianluigi Buffon     | 28. siječnja 1978. | Juventus         |
| 2         | Branič              | Christian Panucci    | 12. travnja 1973.  | AS Roma          |
| 3         | Branič              | Paolo Maldini        | 26. lipnja 1968.   | AC Milan         |
| 4         | Branič              | Francesco Coco       | 8. siječnja 1977.  | FC Barcelona     |
| 5         | Branič              | Fabio Cannavaro      | 13. rujna 1973.    | Parma            |
| 6         | Vezni               | Cristiano Zanetti    | 14. travnja 1977.  | Inter Milan      |
| 7         | Napadač             | Alessandro Del Piero | 9. studenog 1974.  | Juventus         |
| 8         | Vezni               | Gennaro Gattuso      | 9. siječnja 1978.  | AC Milan         |
| 9         | Napadač             | Filippo Inzaghi      | 9. kolovoza 1973.  | AC Milan         |
| 10        | Napadač             | Francesco Totti      | 27. rujna 1976.    | AS Roma          |
| 11        | Vezni               | Cristiano Doni       | 1. travnja 1973.   | Atalanta Bergamo |
| 12        | Vratar              | Christian Abbiati    | 8. srpnja 1977.    | AC Milan         |
| 13        | Branič              | Alessandro Nesta     | 19. ožujka 1976.   | Lazio            |
| 14        | Vezni               | Luigi Di Biagio      | 3. lipnja 1971.    | Inter Milan      |
| 15        | Branič              | Mark Iuliano         | 12. kolovoza 1973. | Juventus         |
| 16        | Vezni               | Angelo Di Livio      | 26. srpnja 1966.   | Fiorentina       |
| 17        | Vezni               | Damiano Tommasi      | 17. svibnja 1974.  | AS Roma          |
| 18        | Napadač             | Marco Delvecchio     | 7. travnja 1973.   | AS Roma          |
| 19        | Branič              | Gianluca Zambrotta   | 19. veljače 1977.  | Juventus         |
| 20        | Napadač             | Vincenzo Montella    | 18. lipnja 1974.   | AS Roma          |
| 21        | Napadač             | Christian Vieri      | 12. srpnja 1973.   | Inter Milan      |
| 22        | Vratar              | Francesco Toldo      | 2. prosinca 1971.  | Inter Milan      |
| 23        | Branič              | Marco Materazzi      | 19. kolovoza 1973. | Inter Milan      |
| Izbornik: | Giovanni Trapattoni |                      |                    |                  |

### Meksiko
| #         | Pozicija       | Ime                       | Datum rođenja       | Klub            |
| --------- | -------------- | ------------------------- | ------------------- | --------------- |
| 1         | Vratar         | Óscar Pérez               | 1. veljače 1973.    | Cruz Azul       |
| 2         | Branič         | Francisco Gabriel de Anda | 5. lipnja 1971.     | Pachuca         |
| 3         | Vezni          | Rafael García             | 14. kolovoza 1974.  | Toluca          |
| 4         | Vezni          | Rafael Márquez            | 13. veljače 1979.   | AS Monaco       |
| 5         | Branič         | Manuel Vidrio             | 23. kolovoza 1972.  | Pachuca         |
| 6         | Vezni          | Gerardo Torrado           | 30. travnja 1979.   | Sevilla         |
| 7         | Vezni          | Ramón Morales             | 10. listopada 1975. | Guadalajara     |
| 8         | Vezni          | Alberto García Aspe       | 11. svibnja 1967.   | Puebla          |
| 9         | Napadač        | Jared Borgetti            | 14. kolovoza 1973.  | Santos Laguna   |
| 10        | Napadač        | Cuauhtémoc Blanco         | 17. siječnja 1973.  | Real Valladolid |
| 11        | Vezni          | Braulio Luna              | 8. rujna 1974.      | Necaxa          |
| 12        | Vratar         | Oswaldo Sánchez           | 21. rujna 1973.     | Guadalajara     |
| 13        | Vezni          | Sigifredo Mercado         | 21. prosinca 1968.  | Atlas           |
| 14        | Vezni          | Germán Villa              | 2. travnja 1973.    | Club América    |
| 15        | Napadač        | Luis Hernández            | 22. prosinca 1968.  | Club América    |
| 16        | Branič         | Salvador Carmona          | 22. kolovoza 1975.  | Toluca          |
| 17        | Napadač        | Francisco Palencia        | 28. travnja 1973.   | RCD Espanyol    |
| 18        | Vezni          | Johan Rodríguez           | 15. kolovoza 1975.  | Santos Laguna   |
| 19        | Vezni          | Gabriel Caballero         | 5. veljače 1971.    | Pachuca         |
| 20        | Branič         | Melvin Brown              | 28. siječnja 1979.  | Cruz Azul       |
| 21        | Napadač        | Jesús Arellano            | 8. svibnja 1973.    | Monterrey       |
| 22        | Branič         | Alberto Rodríguez         | 1. travnja 1974.    | Pachuca         |
| 23        | Vratar         | Jorge Campos              | 15. listopada 1966. | UNAM Pumas      |
| Izbornik: | Javier Aguirre |                           |                     |                 |

## Skupina H

### Belgija
| #         | Pozicija       | Ime                    | Datum rođenja       | Klub                 |
| --------- | -------------- | ---------------------- | ------------------- | -------------------- |
| 1         | Vratar         | Geert De Vlieger       | 16. listopada 1971. | Willem II            |
| 2         | Branič         | Eric Deflandre         | 2. kolovoza 1973.   | Olympique Lyon       |
| 3         | Branič         | Glen De Boeck          | 22. kolovoza 1971.  | Anderlecht Bruxelles |
| 4         | Branič         | Eric Van Meir          | 28. veljače 1968.   | Standard Liège       |
| 5         | Branič         | Nico Van Kerckhoven    | 14. prosinca 1970.  | Schalke 04           |
| 6         | Vezni          | Timmy Simons           | 11. prosinca 1976.  | Club Brugge          |
| 7         | Napadač        | Marc Wilmots           | 22. veljače 1969.   | Schalke 04           |
| 8         | Vezni          | Bart Goor              | 9. travnja 1973.    | Hertha Berlin        |
| 9         | Napadač        | Wesley Sonck           | 9. kolovoza 1978.   | Genk                 |
| 10        | Vezni          | Johan Walem            | 1. veljače 1972.    | Standard Liège       |
| 11        | Vezni          | Gert Verheyen          | 20. rujna 1970.     | Club Brugge          |
| 12        | Branič         | Peter Van Der Heyden   | 16. srpnja 1976.    | Club Brugge          |
| 13        | Vratar         | Franky Vandendriessche | 7. travnja 1971.    | Mouscron             |
| 14        | Vezni          | Sven Vermant           | 4. travnja 1973.    | Schalke 04           |
| 15        | Branič         | Jacky Peeters          | 13. prosinca 1969.  | Gent                 |
| 16        | Branič         | Daniel Van Buyten      | 7. veljače 1978.    | Olympique Marseille  |
| 17        | Vezni          | Gaëtan Englebert       | 11. lipnja 1976.    | Club Brugge          |
| 18        | Vezni          | Yves Vanderhaeghe      | 30. siječnja 1970.  | Anderlecht Bruxelles |
| 19        | Vezni          | Bernd Thijs            | 28. lipnja 1978.    | Genk                 |
| 20        | Napadač        | Branko Strupar         | 9. veljače 1970.    | Derby County         |
| 21        | Vezni          | Danny Boffin           | 10. srpnja 1965.    | St. Truiden          |
| 22        | Napadač        | Mbo Mpenza             | 4. prosinca 1976.   | Mouscron             |
| 23        | Vratar         | Frédéric Herpoel       | 16. kolovoza 1974.  | Gent                 |
| Izbornik: | Robert Waseige |                        |                     |                      |

### Japan
| #         | Pozicija           | Ime                  | Datum rođenja      | Klub                |
| --------- | ------------------ | -------------------- | ------------------ | ------------------- |
| 1         | Vratar             | Yoshikatsu Kawaguchi | 15. kolovoza 1975. | Portsmouth          |
| 2         | Branič             | Yutaka Akita         | 6. kolovoza 1970.  | Kashima Antlers     |
| 3         | Branič             | Naoki Matsuda        | 14. ožujka 1977.   | Yokohama F. Marinos |
| 4         | Branič             | Ryuzo Morioka        | 7. listopada 1975. | Shimizu S-Pulse     |
| 5         | Vezni              | Junichi Inamoto      | 18. rujna 1979.    | Arsenal             |
| 6         | Branič             | Toshihiro Hattori    | 23. rujna 1973.    | Jubilo Iwata        |
| 7         | Vezni              | Hidetoshi Nakata     | 22. siječnja 1977. | Parma               |
| 8         | Vezni              | Hiroaki Morishima    | 30. travnja 1972.  | Cerezo Osaka        |
| 9         | Napadač            | Akinori Nishizawa    | 18. lipnja 1976.   | Cerezo Osaka        |
| 10        | Napadač            | Masashi Nakayama     | 23. rujna 1967.    | Jubilo Iwata        |
| 11        | Napadač            | Takayuki Suzuki      | 5. lipnja 1976.    | Kashima Antlers     |
| 12        | Vratar             | Seigo Narazaki       | 15. travnja 1976.  | Nagoya Grampus      |
| 13        | Napadač            | Atsushi Yanagisawa   | 27. svibnja 1977.  | Kashima Antlers     |
| 14        | Vezni              | Alex                 | 20. srpnja 1977.   | Shimizu S-Pulse     |
| 15        | Vezni              | Takashi Fukunishi    | 1. rujna 1976.     | Jubilo Iwata        |
| 16        | Branič             | Kōji Nakata          | 9. srpnja 1979.    | Kashima Antlers     |
| 17        | Branič             | Tsuneyasu Miyamoto   | 7. veljače 1977.   | Gamba Osaka         |
| 18        | Vezni              | Shinji Ono           | 27. rujna 1979.    | Feyenoord Rotterdam |
| 19        | Vezni              | Mitsuo Ogasawara     | 5. travnja 1979.   | Kashima Antlers     |
| 20        | Vezni              | Tomokazu Myojin      | 24. siječnja 1978. | Kashiwa Reysol      |
| 21        | Vezni              | Kazuyuki Toda        | 30. prosinca 1977. | Shimizu S-Pulse     |
| 22        | Vezni              | Daisuke Ichikawa     | 14. svibnja 1980.  | Shimizu S-Pulse     |
| 23        | Vratar             | Hitoshi Sogahata     | 2. kolovoza 1979.  | Kashima Antlers     |
| Izbornik: | Philippe Troussier |                      |                    |                     |

### Rusija
| #         | Pozicija      | Ime                 | Datum rođenja       | Klub                  |
| --------- | ------------- | ------------------- | ------------------- | --------------------- |
| 1         | Vratar        | Ruslan Nigmatullin  | 7. listopada 1974.  | Verona                |
| 2         | Branič        | Jurij Kovtun        | 5. siječnja 1970.   | Spartak Moskva        |
| 3         | Branič        | Jurij Nikiforov     | 16. rujna 1970.     | PSV Eindhoven         |
| 4         | Vezni         | Aleksej Smertin     | 1. svibnja 1975.    | Girondins Bordeaux    |
| 5         | Branič        | Andrej Solomatin    | 9. rujna 1975.      | CSKA Moskva           |
| 6         | Vezni         | Igor Semšov         | 6. travnja 1978.    | Torpedo Moskva        |
| 7         | Branič        | Viktor Onopko       | 14. listopada 1969. | Real Oviedo           |
| 8         | Vezni         | Valerij Karpin      | 2. veljače 1969.    | Celta Vigo            |
| 9         | Vezni         | Jegor Titov         | 29. svibnja 1976.   | Spartak Moskva        |
| 10        | Vezni         | Aleksandr Mostovoj  | 22. kolovoza 1968.  | Celta Vigo            |
| 11        | Napadač       | Vladimir Besčastnič | 1. travnja 1974.    | Spartak Moskva        |
| 12        | Vratar        | Stanislav Čerčesov  | 2. rujna 1963.      | Tirol Innsbruck       |
| 13        | Branič        | Vjačeslav Dajev     | 6. rujna 1972.      | CSKA Moskva           |
| 14        | Branič        | Igor Čugajnov       | 6. travnja 1970.    | Uralan Elista         |
| 15        | Vezni         | Dmitrij Aleničev    | 20. listopada 1972. | Porto                 |
| 16        | Napadač       | Aleksandr Keržakov  | 27. studenog 1982.  | Zenit Sankt Peterburg |
| 17        | Vezni         | Sergej Semak        | 27. veljače 1976.   | CSKA Moskva           |
| 18        | Branič        | Dmitrij Sennikov    | 24. lipnja 1976.    | Lokomotiv Moskva      |
| 19        | Napadač       | Ruslan Pimenov      | 25. studenog 1981.  | Lokomotiv Moskva      |
| 20        | Vezni         | Marat Izmailov      | 21. rujna 1982.     | Lokomotiv Moskva      |
| 21        | Vezni         | Dmitrij Jojlov      | 22. prosinca 1975.  | Real Sociedad         |
| 22        | Napadač       | Dmitrij Sičev       | 26. listopada 1983. | Spartak Moskva        |
| 23        | Vratar        | Aleksandr Filimonov | 15. listopada 1973. | Uralan Elista         |
| Izbornik: | Oleg Romancev |                     |                     |                       |

### Tunis
| #         | Pozicija      | Ime               | Datum rođenja      | Klub           |
| --------- | ------------- | ----------------- | ------------------ | -------------- |
| 1         | Vratar        | Ali Boumnijel     | 13. travnja 1966.  | Bastia         |
| 2         | Branič        | Khaled Badra      | 8. travnja 1973.   | Espérance      |
| 3         | Vezni         | Zoubeir Baya      | 15. svibnja 1971.  | Beşiktaş       |
| 4         | Branič        | Mohamed Mkacher   | 25. svibnja 1975.  | ES Sahel       |
| 5         | Napadač       | Ziad Jaziri       | 12. srpnja 1978.   | ES Sahel       |
| 6         | Branič        | Hatem Trabelsi    | 25. siječnja 1977. | Ajax Amsterdam |
| 7         | Vezni         | Imed Mhedhebi     | 22. ožujka 1976.   | Genoa          |
| 8         | Vezni         | Hassen Gabsi      | 23. veljače 1974.  | Genoa          |
| 9         | Napadač       | Riadh Jelassi     | 7. srpnja 1971.    | Club Africain  |
| 10        | Vezni         | Kaies Ghodhbane   | 7. siječnja 1976.  | ES Sahel       |
| 11        | Napadač       | Adel Sellimi      | 16. studenog 1972. | Freiburg       |
| 12        | Branič        | Raouf Bouzaiene   | 16. kolovoza 1970. | Genoa          |
| 13        | Vezni         | Riadh Bouazizi    | 8. travnja 1973.   | Bursaspor      |
| 14        | Branič        | Hamdi Marzouki    | 23. siječnja 1977. | Club Africain  |
| 15        | Branič        | Radhi Jaïdi       | 30. kolovoza 1975. | Espérance      |
| 16        | Vratar        | Hassen Bejaoui    | 14. veljače 1976.  | Bizertin       |
| 17        | Branič        | Tarek Thabet      | 16. kolovoza 1971. | Espérance      |
| 18        | Vezni         | Selim Benachour   | 8. rujna 1981.     | Martigues      |
| 19        | Branič        | Emir Mkademi      | 20. kolovoza 1978. | ES Sahel       |
| 20        | Napadač       | Ali Zitouni       | 11. siječnja 1981. | Espérance      |
| 21        | Vezni         | Mourad Melki      | 9. svibnja 1975.   | Espérance      |
| 22        | Vratar        | Ahmed El-Jaouachi | 13. srpnja 1975.   | US Monastir    |
| 23        | Branič        | José Clayton      | 21. ožujka 1974.   | Espérance      |
| Izbornik: | Ammar Souayah |                   |                    |                |